# Burgstall Mooseck
Der Burgstall Mooseck bezeichnet eine abgegangene Wasserburg in oder bei Mooseck, einem Ortsteil der Gemeinde Brannenburg im Landkreis Rosenheim in Bayern.
Die Wasserburg, auf der die Herren von Mooseck zwischen 1388 und 1429 saßen, ist im 18. Jahrhundert verfallen. Von der nicht genau lokalisierbaren Burganlage ist nichts erhalten.